# Ectoedemia ruwenzoriensis
Ectoedemia ruwenzoriensis là một loài bướm đêm thuộc họ Nepticulidae. Nó là loài duy nhất được tìm thấy ở Ruwenzori mountains in Uganda.
It is possible that the larvae feed on Hypericum.